# Каэв Хуа I
Каэв Хуа I (кхмер. កែវហ៊្វា)[уточнить], при рождении Понхеа Нхом (кхмер. ពញាញោម, 1573 или 1580 — 1611) — король Камбоджи (1600—1603).

## Биография
Нхом был четвертым сыном Сатхи I. Он стал королем-регентом после смерти своего дяди Барома Реатеи III, унаследовал трон при мощной поддержке влиятельной королевы-матери Девикшатри.
Нхом также положил конец испанскому протекторату в Камбодже, а также перенес столицу в Пномпень.
При поддержке сиамцев дядя Нхома, Срей Сорийопир, вернулся в Камбоджу. Под давлением знати и буддийского духовенства Нхом был вынужден отречься от престола в пользу своего дяди в 1603 году. В дальнейшем Нхом поднял восстал против своего дяди, но был убит в Стоунге в 1611 году.